# Lago dell'Ingagna
Il lago dell'Ingagna o lago di Mongrando è un invaso artificiale situato all'altezza di 365 m s.l.m. che sbarra il torrente Ingagna in comune di Mongrando (BI); l'invaso si estende a monte della diga anche sui territori di Graglia e Netro, sempre in provincia di Biella.

## Conformazione
Il lago è situato circa un km ad ovest dell'abitato di Mongrando e si allunga lungo la valle dell'Ingagna in direzione di Netro. La strada di servizio raggiunge la diga da sud partendo dalla frazione Prelle (Mongrando), mentre sulla sponda settentrionale, per buona parte in comune di Graglia, sorgono le frazioni di Vagliumina e di Colla di Netro.

Il lago è circondato da boschi e lambisce una zona dove tradizionalmente erano attive piccole fucine che fabbricavano utensili metallici.

## Origine e utilizzi
La diga dell'Ingagna è alta 50 metri ed è stata completata negli anni novanta del Novecento. L'invaso, della capacità di 8 milioni di metri cubi, è gestito dal Consorzio di bonifica della Baraggia Biellese e Vercellese per un uso irriguo a servizio anche dell'agricoltura tramite un impianto di irrigazione a pioggia, come da disciplinare di uso n.12 del 03/07/1987 del Provveditorato regionale alle opere pubbliche per il Piemonte. 
L'idea di aumentare la capacità dell'invaso, portata avanti dal consorzio per poter ridurre gli effetti di eventuali annate siccitose sulle colture agricole, si scontra da anni con perplessità a proposito del suo impatto ambientale e della sicurezza della diga.

All'uso irriguo del lago si affianca un utilizzo idropotabile; la captazione è gestita dalla Servizio Idrico Integrato S.p.a., la società che gestisce i servizi idrici di alcuni comuni biellesi e di buona parte del vercellese.
L'acqua del lago è stata anche utilizzata per lo spegnimento di incendi scoppiati nella zona circostante, in particolare nella bassa Valle d'Aosta.